# Dusona nigriapiculata
Dusona nigriapiculata là một loài tò vò trong họ Ichneumonidae.